# Herbert Blaize

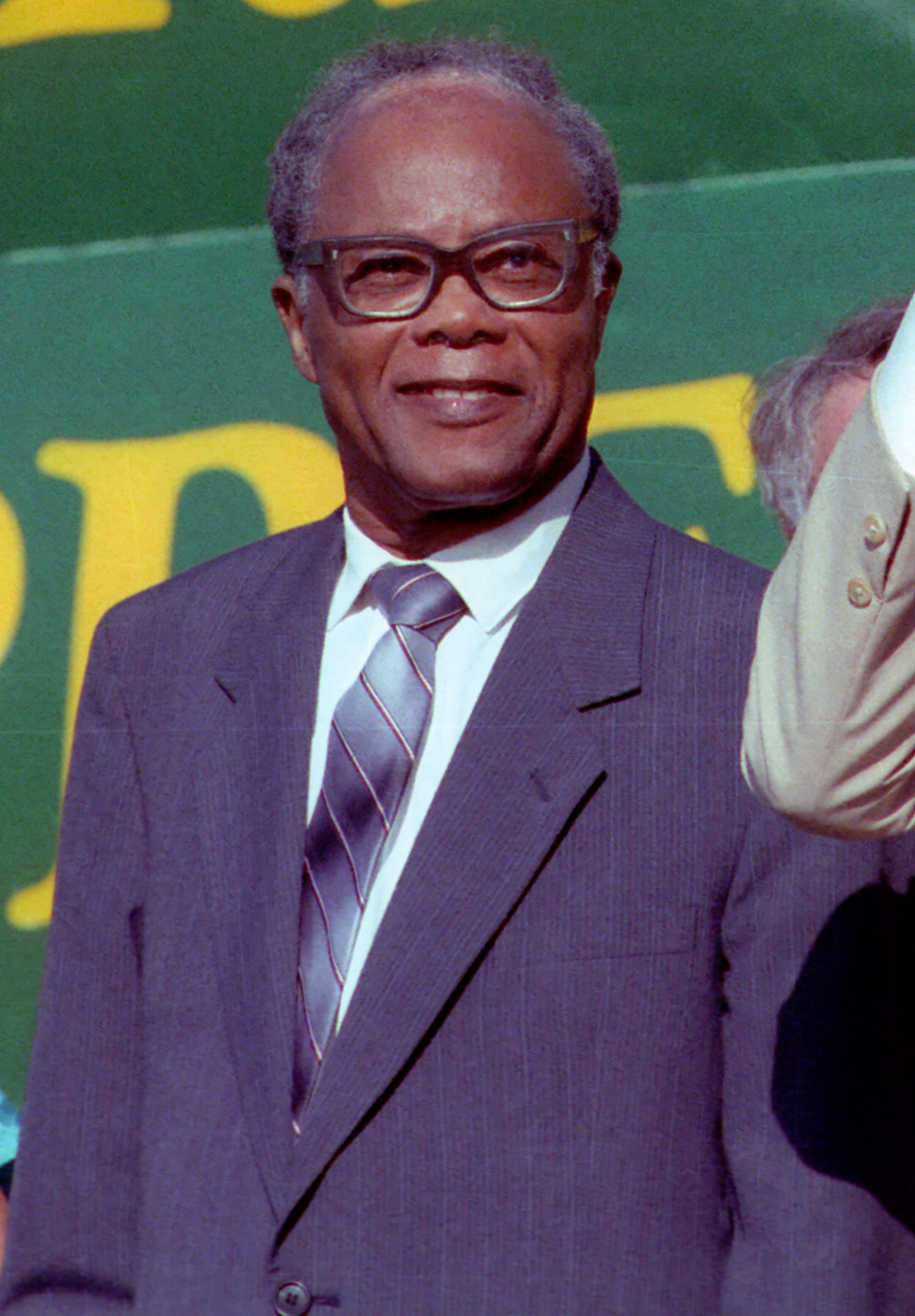
Herbert Blaize (1986)

Herbert Augustus Blaize (* 24. Februar 1918 auf Carriacou; † 19. Dezember 1989 nahe St. George’s) war ein grenadischer Politiker und Staatsmann.
Blaize wurde 1918 auf Carriacou in Grenada geboren. Er zog nach Aruba, wo er viele Jahre in der Ölraffinerie der Lago Oil and Transport Company arbeitete. 1953 gründete er die Grenada National Party als Konkurrenz zur Grenada United Labor Party (GULP) von Eric Gairy. 1957 wurde Blaize als Minister für Handel und Versorgung Mitglied der grenadischen Regierung. 1960 wurde er Regierungschef (Chief Minister), verlor dieses Amt aber 1961 wieder an Eric Gairy. Nachdem Gairy 1962 zurückgetreten war, wurde Blaize 1962 erneut Regierungschef und blieb dies bis 1967.
1976 bildete Blaizes Mitte-rechts-Partei zusammen mit der linken New Jewel Movement eine strategische Allianz gegen Gairys GULP. Diese Allianz brach, als Maurice Bishop 1979 in einer Revolution die Macht übernahm. Blaize zog sich aus der Politik zurück und blieb bis 1983 in Cariacou. Nach der Invasion in Grenada durch US-amerikanische Truppen und deren Verbündete im Oktober 1983 gewann Blaize bei der Wahl 1984 mit seiner zur New National Party vereinigten Partei 14 von 15 Sitzen.
Blaize wurde damit 1984 Premierminister sowie Minister für Finanzen, für Inneres und für Nationale Sicherheit.
Blaizes Regierung verfolgte eine harte Wirtschaftspolitik und ein enges militärisches Bündnis mit den USA. Sein Führungsstil wurde oft als autoritär bezeichnet und kritisiert, sodass es auch Rücktrittsforderungen gab.
Zwei Tage nach seiner Wahl zum Vorsitzenden der TNP, am 19. Dezember 1989, starb Blaize plötzlich im Alter von 71 Jahren in Begleitung seiner Frau und seiner Kinder. Die TNP behielt weitere 86 Tage lang die Kontrolle über die öffentliche Verwaltung unter der Führung von Ben Jones, einem Verbündeten von Blaize, der sich für die Einberufung allgemeiner Wahlen im März 1990 einsetzte. Seine Partei verlor die Wahlen, kam aber 1995 mit Keith Claudius Mitchell wieder an die Macht.